# Carinotetraodon borneensis
Carinotetraodon borneensis (лат.) — вид пресноводных лучепёрых рыб из семейства иглобрюховых.

## Описание
Длина тела до 4,4 см. В спинном плавнике 12—13 мягких лучей. В анальном плавнике 11—13 мягких лучей. Позвонков 16—17.

## Ареал
Эндемик южной части штата Саравак, (Малайзия).

## Образ жизни
Это пресноводный бентапелагический тропический вид.

## Carinotetraodon borneensisи человек
Carinotetraodon borneensis безвреден для людей. Охранный статус вида не определен.